# 国際環境法
国際環境法（こくさいかんきょうほう）とは、国際的に発生している環境問題に対処するための国際法の一分野である。一般に、条約および慣習国際法により規律されるが、近年は、条約により特別の制度（レジーム）を創設し、その内部で自己充足的な解決を目指すことが少なくない。

## 歴史
伝統的には、1941年の「トレイル溶鉱所事件」仲裁裁判所判決（米国/カナダ）(A.J.I.L., Vol.35, 1941, p.716)に見られるように、二国間における、一方の他方に対する領域主権侵害（「相当の注意義務」違反）という、他分野と変わりのない（フリードマンの「共存の国際法」）、紛争の平和的解決という性質であった。
しかし、1972年の環境に関する初めての世界規模の会議である「ストックホルム会議」で打ち出された「ストックホルム人間環境宣言」により、「環境は、人間の生存を支え」、「自然の環境と人間が作り出した環境は、ともに人間の福利および基本的人権ひいては生存権そのものの共有にとって不可欠である」とされ、「人類とその子孫のため、人間環境の保全と改善を目指す」（前文）と宣言された。まだ、この時点では、国際環境法は、「部門別アプローチ」(une approache sectorielle)のタイプのものであった（第一世代の国際環境法）。
その後、1980年代後半から新しいタイプの条約が次々と作成され、オゾン層の保護、地球温暖化、生物多様性の保護、砂漠化対処など、国際共同体全体の利益を管理する取り組みの国際法へと移行した（「第二世代の国際環境法」）。

## 現代の国際環境法の特質
それは、「持続可能な発展」(Sustainable Development; SD)概念（「持続可能性」）にある。すなわち、現代の世代のみならず、将来世代の利益の保護を目指す（「ストックホルム宣言」第2原則）、過去、現在、未来という時間を越えた概念である「人類」（l'humanité）に結びつく国際法である。
具体的適用においては、他分野との相違として、次の三点が指摘される。
第一に、「防止原則」/「予防原則」である。これは、環境損害の不可逆性に由来する（1997年「ガブチコヴォ・ナジュマロシュ計画事件」国際司法裁判所判決、I.C.J. Reports 1997, pp.77-78, para.140）。「防止原則」(Preventive Principle; 「ストックホルム宣言」第21原則、「環境と開発に関するリオ宣言」第2原則)とは、科学的予測によって、自国の行為が環境を害する恐れがある場合には、前もってその行為を思いとどまらなければならない、という原則である。近年は、それよりさらに進んだ「予防原則」(Precautionary Principle; 「リオ宣言」第15原則)が確立し始めている。それは、たとえ科学的データによって環境を害することが明らかではない場合でも、重大で回復不能な損害を与えるリスクの存在だけで、当該行為を規制しなければならないという原則である。同原則は、すでにいくつかの条約で採用されている（「気候変動枠組条約」3条3項、「生物多様性条約」前文および「カルタヘナ議定書」10条6項ほか）。ただ、「予防原則」が一般慣習法に成熟したかどうかは、学説上、争いがある。
1998年「EC・ホルモン肉事件」において世界貿易機関（WTO）上級委員会は、予防原則が一般または慣習国際法であると加盟国によって幅広く受け入れられているかはより明らかではなく、ただこの抽象的な問題には入り込む必要はないとした。そして、予防原則は小委員会を通常の条約解釈の義務から解放するものではなく、それはSPS協定5条1項及び5条2項をくつがえすものではないと判断した（WT/DS26/A/R, WT/DS48/A/R, 16 January 1998, pp.46-48, paras.120-125.）。
その後、2011年「深海底における活動に関連する国の責任と義務」国連海洋法裁判所海底紛争裁判部勧告的意見において、予防アプローチはますます多くの国際条約の中に取り込まれてきており、それらの多くはリオ宣言第15原則の形式を反映しているのであり、そのことにより同原則が慣習国際法の一部になる方向への傾向が始まったと示した（ITLOS Reports 2011, p.47, para.135.）。
2010年「ウルグアイ河のパルプ工場事件」（アルゼンチン対ウルグアイ）において、国際司法裁判所は、近年における、1991年「越境環境影響評価条約」（エスポ条約）や1987年にUNEPで採択された「環境影響評価の目的と原則」に基づく、諸国家によりかなり広汎に受け入れられた実行を理由として、国境を越える枠組みにおいて、特に共有資源に重大な有害影響をもたらす危険性を有する産業活動の場合には、「環境影響評価」（Environmental Impact Assessment, EIA; l'évaluation de l'impact sur l'environnement, EIE）を実行する義務が一般国際法上、存在することを認め、1975年の「ウルグアイ河の地位に関する条約」41条が定める保護・保存の義務は、この実行に従って解釈されなければならないと示した（arrêt de la C.I.J., 20 avril 2010, pars.203-204; 岡松暁子「パルプミル事件」小寺/西村/森川（編）『国際法判例百選』（第2版）162-163頁）。
第二に、「共通だが差異のある責任」（common but differentiated responsibility;「リオ宣言」第7原則）である。この概念の根本には、お互いに助け合うという精神的な結びつきを意味する「国際共同体」(the international community; la communauté internationale)概念がある。すなわち、十分な対応能力を有する先進国と比べて、技術力や資金力を有しない発展途上国を別に扱い、たとえ違反が行われてもその事実のみを指摘して制裁を科さない「不遵守手続き」(Non-Compliance Procedure; NCP)や先進国から途上国への技術移転、資金援助などを規定する国際条約が、今日では非常によくみられる。
第三に、私的アクターの存在である。これは、国際人権法の分野にも見られる。すなわち、NGO（非政府組織）が様々な条約作成や履行委員会などの国際会議に出席して発言したり、ロビー活動を通じて、国家の意思決定に積極的に関わるという現象が見られる。
また、法源としては、事態に敏速に対応するために、まず、「枠組条約」（framework-convention; une convention-cadre）を設定した後、締約国会議（COP; Conference Of the Parties）を継続させ、その中で「議定書」(Protocol)、「決定」(Decision)、「附属書」(Annex)を追加していく、という方式がよく採られる。また、ソフトロー的な法的拘束力のない文書を先行させて、後のハードローである条約や慣習法の成立を誘発させる、という形もとられている。

## 主要な国際条約・宣言
代表的な国際条約として、以下のものが挙げられる。
- 「気候変動枠組条約」（1992年）及びその第3回締約国会議（COP3）で成立した「京都議定書」（1997年）、第21回締約国会議（COP21）で成立した「パリ協定」（2015年）
- 「生物多様性条約」（1992年）及びそれに附属する「カルタヘナ議定書」（2000年）、「名古屋議定書」（2010年）
- 「砂漠化対処条約」（1994年）
- 「有害廃棄物の国境を越える移動及びその処分の規制に関するバーゼル条約」（1989年）
- 「オゾン層の保護のためのウィーン条約」（1985年）及びそれに附属する「モントリオール議定書」（1987年）
- 「絶滅のおそれのある野生動植物の種の国際取引に関する条約（ワシントン条約; CITES）」（1973年）
- 「世界の文化遺産及び自然遺産の保護に関する条約（ユネスコ世界遺産条約）」（1972年）
- 「特に水鳥の生息地として国際的に重要な湿地に関する条約（ラムサール条約）」（1971年）

また、直接の法的拘束力はない「ソフトロー」的文書で、重要なものとして、以下のものがある。
- 「持続可能な開発に関するヨハネスブルグ宣言」（持続可能な開発に関する世界首脳会議）（2002年）
- 「環境と開発に関するリオ宣言」（1992年）
- 「アジェンダ21」（1992年）
- 「森林原則宣言」（1992年）
- 「世界自然憲章」（国連総会決議37/7、1982年）
- 「ストックホルム人間環境宣言」（1972年）

その他、多数の地域条約制度が存在する。